# Faggenbach
Der Faggenbach (auch Fagge genannt, insbesondere im oberen Teil auch Gepatschbach) ist ein rechter Zufluss des Inns in Tirol, der das Kaunertal entwässert.
Die Fagge entspringt dem Gepatschferner südöstlich der Weißseespitze, durchfließt das Kaunertal in nördlicher, dann in westlicher Richtung und mündet bei Prutz in einer Höhe von 859 m in den Inn. Sie hat eine Länge von ca. 31 km. Am Oberlauf wurde der Gepatsch-Stausee angelegt, der vom Faggenbach und seinen Zuflüssen und durch Überleitungen von Gebirgsbächen aus benachbarten Tälern gespeist wird. Über eine 13,2 km lange Druckwasserleitung wird das Wasser in das Krafthaus nach Prutz geleitet.
Die bedeutendsten Zubringer sind der Riffler Bach, der Kaiserseebach (in den Gepatschspeicher) und der Fissladbach von links sowie der Verpeilbach von rechts.
Das Einzugsgebiet der Fagge beträgt rund 230 km², davon sind 23,1 km² (rund 10 %) vergletschert (Stand 1998). Der höchste Punkt im Einzugsgebiet ist die Watzespitze mit 3532 m ü. A.
Die Fagge weist im gesamten Verlauf Gewässergüteklasse I-II auf.